# Stenhypena costalis
Stenhypena costalis är en fjärilsart som beskrevs av Alfred Ernest Wileman och South 1916. Stenhypena costalis ingår i släktet Stenhypena och familjen nattflyn. Inga underarter finns listade i Catalogue of Life.